# Erythrospermum
Erythrospermum is een geslacht uit de familie Achariaceae. De soorten uit het geslacht komen voor op de eilanden in de westelijke Indische Oceaan, op Sri Lanka, in Maleisië, Indonesië en in het zuidwesten van het Pacifisch gebied.

## Soorten
- Erythrospermum acuminatissimum (A.Gray) A.C.Sm.
- Erythrospermum ampullaceum Baker
- Erythrospermum boivinianum Baill.
- Erythrospermum candidum (Becc.) Becc.
- Erythrospermum capitatum Baker
- Erythrospermum coffeaefolium Baill.
- Erythrospermum corymbosum Baill.
- Erythrospermum crassipes Baill.
- Erythrospermum laurei Baill.
- Erythrospermum monticola Thouars
- Erythrospermum nossibeense Baill.
- Erythrospermum pervillei Baill.
- Erythrospermum recurvifolium Baker
- Erythrospermum richardianum Baill.
- Erythrospermum rignyanum Baill.
- Erythrospermum sifarii Hul, Labat & O.Pascal
- Erythrospermum sparsiflorum Baker
- Erythrospermum zeylanicum (Gaertn.) Alston